# Eopyrophorus
Eopyrophorus là một chi bọ cánh cứng trong họ 
Elateridae.
Chi này được miêu tả khoa học năm 1950 bởi Haupt.

## Các loài
Chi này có các loài:
- Eopyrophorus mixtus Haupt, 1950